# Ángel de los Santos
Ángel de los Santos Cano (Huelva, España, 3 de noviembre de 1952) es un exfutbolista español. Jugaba de centrocampista.

## Trayectoria
- 1974-75 Recreativo de Huelva
- 1975-76 San Andrés
- 1976-77 Real Jaén Club de Fútbol
- 1977-79 Unión Deportiva Salamanca
- 1979-85 Real Madrid Club de Fútbol
- 1985-86 Unión Deportiva Salamanca

## Palmarés
- 1 Ligas de fútbol de España con el Real Madrid en la temporada 1979/80.
- 2 Copas del Rey con el Real Madrid en los años 1980 y 1982.
- Subcampeón de Europa con el Real Madrid en el año 1981.
- Subcampeón de la Recopa de Europa con el Real Madrid en la temporada 1982/83
- 1 Copa de la Liga de España con el Real Madrid en la temporada 1984/85
- 1 Copa de la UEFA con el Real Madrid en el año 1985.

## Estadísticas
- Temporadas en Primera División de España: 8 (10 goles)
- Partidos en Primera División de España: 225 (206 de titular)
- Partidos en la Copas del Rey: 30 (3 goles)
- Partidos en la Copa de la Liga de España: 7
- Partidos en la Supercopa de España de Fútbol: 2
- Partidos en la Liga de Campeones de la UEFA: 17 (1)
- Partidos en la Recopa de Europa de Fútbol: 9
- Partidos en la Liga Europea de la UEFA: 10